# Điệp viên hai mang
Trong lĩnh vực phản gián, điệp viên hai mang hay điệp viên nhị trùng là điệp viên của một cơ quan tình báo của một quốc gia để do thám một tổ chức mục tiêu của quốc gia khác, nhưng lại hoạt động cung cấp thông tin bí mật cho quốc gia mục tiêu đó.
Các điệp viên hai mang thật sự thì hoạt động cho hai bên, nhưng cũng có một số rất hiếm hoạt động cho nhiều bên, tức là các điệp viên nhiều mang. Điệp vụ kép có thể được thực hiện bởi các điệp viên của tổ chức mục tiêu thâm nhập vào tổ chức kiểm soát hoặc có thể là kết quả của việc mục tiêu trở mặt (chuyển phe) các điệp viên trung thành trước đây của tổ chức kiểm soát. Đe dọa hành quyết là phương pháp phổ biến nhất để biến một điệp viên bị bắt (làm việc cho cơ quan tình báo) thành điệp viên hai mang (làm việc cho cơ quan tình báo nước ngoài) hoặc điệp viên hai mang thành điệp viên tái danh, Nó không giống như một người đào tẩu, người không được coi là đặc vụ vì các đặc vụ được thực hiện để hoạt động cho dịch vụ tình báo và những người đào tẩu thì không, nhưng một số người coi rằng những người đào tẩu tại chỗ là đặc vụ cho đến khi họ đào tẩu.
Các điệp viên hai mang thường được sử dụng để truyền thông tin sai lệch hoặc để xác định các điệp viên khác như một phần của các hoạt động chống gián điệp, Họ thường rất được tổ chức kiểm soát tin tưởng vì tổ chức mục tiêu sẽ cung cấp cho họ những thông tin đúng, nhưng vô ích hoặc thậm chí là phản tác dụng.